# صعب (جنس)
صَعْب (الاسم العلمي: Quelea)، جنس من الطيور الصغيرة الجاثمة التي تنتمي إلى فصيلة الحباك، المحصورة في إفريقيا. هذه الطيور صغيرة الحجم، وهي طيور سربية مثل الدوري أو العصفور، مع مناقير مُكيفة لتناول البذور. قد يكون الصعب يرتحل على نطاقات واسعة. يقال إن صعب أحمر المنقار هو أكثر أنواع الطيور انتشارًا في العالم.